# The Perfect Red Velvet
The Perfect Red Velvet là album phát hành lại của album Perfect Velvet, album phòng thu thứ hai của nhóm nhạc nữ Hàn Quốc Red Velvet, được phát hành vào tháng 11 năm 2017. Được phát hành vào ngày 29 tháng 1 năm 2018 bởi SM Entertainment với single chính "Bad Boy", được produced bởi nhóm production người Mỹ The Stereotypes, người đã làm việc cùng với nhóm trong một bài hát từ original album. Album cũng bao gồm hai bài hát mới, kết hợp phong cách R&B và retro disco cùng với tất cả các bài hát từ Perfect Velvet.

## Danh sách bài hát
| STT | Nhan đề                                               | Phổ lời                   | Phổ nhạc                                                 | Thời lượng |
| --- | ----------------------------------------------------- | ------------------------- | -------------------------------------------------------- | ---------- |
| 1.  | "Bad Boy"                                             | Yoo Young-jin             | Stereotypes, Maxx Song, Whitney Phillips, Yoo Young-jin  |            |
| 2.  | "All Right"                                           | Jam Factory               | Kevin Charge, Phoebus Tassopoulos, Jessica Jean Pfeiffer |            |
| 3.  | "Peek-A-Boo" (피카부; Pikabu)                         | Kenzie                    | Moonshine, Cazzi Opeia, Ellen Berg Tollbom               | 3:09       |
| 4.  | "Look" (봐; Bwa)                                      | Jinbo, Sumin              | Charli Taft, Daniel "Obi" Klein, Jinbo, Sumin            | 4:06       |
| 5.  | "I Just"                                              | Kim Boo Min               | Aventurina King, Hitchhiker, Kim Boo-min, John Fulford   | 3:08       |
| 6.  | "Kingdom Come"                                        | Lee Seu-ran (Jam Factory) | The Stereotypes, Deez, Ylva Dimberg                      | 3:30       |
| 7.  | "Time To Love"                                        | Kang Eun-Jeong            | Ellen Berg Tollbom, Kim Min-Ji, Lee Dong-Hoon            |            |
| 8.  | "My Second Date" (두 번째 데이트; Du Beonjjae Deiteu) | Jeon Gan-di               | James Wong, Sidnie Tipton, Sophie Stern                  | 3:15       |
| 9.  | "Attaboy"                                             | Kenzie                    | Kenzie, The Stereotypes, Ylva Dimberg                    | 3:17       |
| 10. | "Perfect 10"                                          | Cho Yoon Kyung            | Charli Taft, Daniel "Obi" Klein, Deez                    | 3:30       |
| 11. | "About Love"                                          | 1월 8일 (Jam Factory)     | RE:ONE, Davey Nate                                       | 3:26       |
| 12. | "Moonlight Melody" (달빛 소리; Dalbit Sori)           | Lee Joo-hyung (Monotree)  | Lee Joo-hyung (Monotree), Kwon Deok-geun                 | 3:41       |

| iTunes EP | iTunes EP                                   | iTunes EP      | iTunes EP                                              | iTunes EP  |
| STT       | Nhan đề                                     | Phổ lời        | Phổ nhạc                                               | Thời lượng |
| --------- | ------------------------------------------- | -------------- | ------------------------------------------------------ | ---------- |
| 1.        | "Bad Boy"                                   | Yoo Young-jin  | Stereotypes Maxx Song Whitney Phillips Yoo Young-jin   | 3:30       |
| 2.        | "All Right"                                 | Jam Factory    | Kevin Charge Phoebus Tassopoulos Jessica Jean Pfeiffer | 3:49       |
| 3.        | "Time To Love"                              | Kang Eun-Jeong | Ellen Berg Tollbom Kim Min-Ji Lee Dong-Hoon            | 3:15       |
| 4.        | "Bad Boy" (Instrumental)                    |                | Stereotypes Maxx Song Whitney Phillips Yoo Young-jin   | 3:27       |
| 5.        | "Peek-a-Boo" (피카부; Pikabu; Instrumental) |                | Moonshine Cazzi Opeia Ellen Berg Tollbom               | 3:09       |